# Estado libre asociado
El Estado libre asociado o mancomunidad (Commonwealth, en inglés) es la forma de gobierno de los territorios estadounidenses de Puerto Rico y de las Islas Marianas del Norte. Antes de alcanzar su independencia, la Mancomunidad de Filipinas también constituyó un Estado libre asociado de los Estados Unidos.
El Partido Popular Democrático de Puerto Rico alega desde el año 1952 que hubo un pacto entre Puerto Rico y los Estados Unidos que le dio a Puerto Rico un gobierno autónomo y lo sacó de la lista de colonias de la Organización de Naciones Unidas. Dicha afirmación fue aclarada en el año 2015 por el Gobierno de los Estados Unidos reiterando que Puerto Rico es un territorio de los Estados Unidos sujeto a la autoridad y poderes plenipotenciarios del Congreso de los Estados Unidos, tras ser entregada por España como parte de los acuerdos del Tratado de París de 1898.

## Puerto Rico

### Constitución
La Ley 600 (P.L. 81-600) que fue aprobada por el Congreso de los Estados Unidos, autorizó al pueblo de Puerto Rico a desarrollar su propia Constitución estatal igual que a los demás estados. Esta ley le otorgó al pueblo de Puerto Rico el control de las actividades del gobierno interno. Sin embargo, esta ley dejó intactos varios de los artículos de la Ley Jones y de la Ley Foraker, así como el Tratado de París que puso fin a la guerra hispano-estadounidense.
Después de que la Asamblea Constituyente redactara la Constitución, el pueblo la ratificó mediante un referéndum. El Congreso de los Estados Unidos, siguiendo el procedimiento requerido por la Ley de Relaciones Federales, aprobó la Constitución, la cual entró en vigor el 25 de julio de 1952. En dicho año se establece la comunidad política llamada «Commonwealth», traducida al español por el Partido Popular Democrático como Estado libre asociado. Es importante aclarar que, aunque el congreso federal le otorgó poderes para crear una constitución local, no derogó el estatus territorial al país de Puerto Rico continuando hasta el día de hoy sujeto a los poderes plenarios del Congreso de los Estados Unidos. Es decir, que Puerto Rico tiene un gobierno local igual a los estados federados de la Unión con un gobernador y una legislatura.
La Constitución de Puerto Rico incluye una Carta de Derechos que sigue la tradición de la Carta de Derechos Humanos de las Naciones Unidas. La forma republicana de gobierno imita a la Constitución de los Estados Unidos. Un gobernador dirige el poder ejecutivo, mientras que dos cámaras legislativas, el Senado y la Cámara de Representantes, forman el poder legislativo. El Tribunal Supremo de Puerto Rico es el último tribunal de apelaciones en la mayoría de los casos judiciales.

### Relación con los Estados Unidos
Puerto Rico mantiene un estatus territorial dentro de la constitución de los Estados Unidos. La Corte Suprema de los Estados Unidos, por medio de los Casos insulares, indicó que Puerto Rico pertenece a, pero no forma parte de los Estados Unidos. Por lo tanto, Puerto Rico queda constituido como un territorio de los Estados Unidos al crearse el Estado Libre Asociado de Puerto Rico (véase Mora v. Torres, 113 F. Supp. 309). Luego, en 2016, la Corte Suprema de los Estados Unidos determinó, bajo el caso de Puerto Rico v. Sánchez Valle, que Puerto Rico no tiene soberanía propia como los estados tienen separados del gobierno federal, sino que la soberanía de la isla emana del Congreso de los Estados Unidos.

#### Debate sobre su futuro político
El debate sobre el estatus político de Puerto Rico ha sido un continuo en muchas esferas: local (Puerto Rico), nacional (Estados Unidos) e internacional (Naciones Unidas).
En 2007, un comité de trabajo de la Casa Blanca concluyó que Puerto Rico continúa sujeto a la autoridad del Congreso de Estados Unidos bajo la Cláusula Territorial.
La administración del presidente Obama ratificó en un informe que Puerto Rico sigue sujeto a los poderes del Congreso federal de Estados Unidos Además menciona que el estatus actual no tiene posibilidades de desarrollo de poderes debido a la estructura legal de la constitución federal, reafirmando que las opciones de desarrollo son la independencia, una libre asociación reformulada y la estadidad.
El Partido Popular Democrático PPD, que impulsó el Estado libre asociado, reafirma que en 1952 hubo un pacto entre Puerto Rico y los Estados Unidos que le dio al país un gobierno autónomo y lo sacó de la lista de colonias de la Organización de Naciones Unidas. Insiste que este pacto fue reafirmado por el pueblo en el plebiscito de 1967, avalado por el gobierno federal, donde el statu quo gana por sobre 20 puntos porcentuales. Ha habido dos plebiscitos adicionales, los cuales se hicieron a pesar de no contar con el aval del gobierno federal. En 1993 el Estado libre asociado ganó nuevamente el statu quo por un margen mínimo de 2 %. En el plebiscito de 1998, la opción ganadora fue "ninguna de las anteriores" refiriéndose a estadidad federada, statu quo, libre asociación, e independencia. Aunque en este último, el Estado libre asociado no ganó en hecho, el efecto jurídico sería mantener el statu quo, esta vez ganando por un margen de casi 4 %. Cabe señalar que este plebiscito fue realizado mientras el PNP, principal partido opositor del Partido Popular Democrático (PPD), gobernaba al país y sin consenso alguno definió las alternativas de estatus. Esto llevó al PPD a defender la opción de "ninguna de las anteriores" lo que explica, para los conocedores de la política de la isla, los resultados obtenidos en este proceso. Sin embargo, en la consulta de 2012, el PPD apoyó la opción del sí o a favor del estatus territorial actual, la cual fue derrotada por el no. Luego, en 2017, después de cabildear en la Casa Blanca, lograron que el Departamento de Justicia de los Estados Unidos incluyera la opción del estatus territorial, en la cual el PPD rechazó el nombre, ya que no decía «Estado libre asociado» y decidió boicotear el voto. Recientemente, en el Referendo de Estadidad Sí o No, el Partido Popular Democrático defendió la opción del «no», el cual fue derrotado por el «sí».
El Comité de Descolonización de la ONU adoptó por unanimidad en octubre del 2008, una resolución presentada por Cuba que reafirma el derecho del pueblo de Puerto Rico a la libre determinación e independencia y pide a Estados Unidos que acelere el proceso para que los puertorriqueños ejerzan ese derecho.
El gobernador de Puerto Rico estableció el 12 de agosto de 2012 como fecha para celebrar la primera parte de los dos referendos de estado. Si un voto secundario era necesario, se llevaría a cabo el 6 de noviembre de 2012: "El primer referéndum pedirá a los votantes si quieren mantener el actual Estado Libre Asociado bajo la cláusula territorial de la Constitución de los Estados Unidos o si prefieren una opción no territorial. Si el número de electores verifican la opción no territorial, la segunda votación se celebrará dar a la gente tres opciones de estatus; estadidad, independencia o libre asociación." Un proyecto de ley fue presentado ante la Asamblea Legislativa de Puerto Rico en 2011 para llevar a cabo la propuesta del gobernador. La ley fue aprobada el 28 de diciembre de 2011. Ambos referendos, sin embargo, se llevarán a cabo en una sola papeleta el 6 de noviembre de 2012. La oposición política ha denunciado este proceso como uno amañado, carente de valor democrático, y sesgado hacia la alternativa de la culminación de la colonia, es decir, la estadidad. En vista de propulsar una solución al dilema del estatus político del país el gobernador electo, Alejandro García Padilla, ha propuesto que si el Congreso Federal no actúa dentro del primer año de su mandato entonces se estaría promoviendo un proceso de Asamblea Constitucional de Estatus donde delegados escogidos por las distintas vertientes políticas estarían definiendo los contornos de cada una de esas opciones de forma que se pueda ir al Congreso Federal con una sola voz. Algunos detractores del proceso democrático han impulsado la idea de que no se cuenten los votos en blanco según se solicitó por parte del liderato del PPD a su electorado. Otro sector del mismo partido solicitó que se votara por la opción del ELA Soberano sin embargo por el Código Electoral de Puerto Rico los votos en blancos no se pueden contar como votos ya que la intención del elector no es clara. Recientemente en 2020 el Tribunal Supremo de Puerto Rico determinó que los votos en blanco no se pueden contar para establecer política pública de un mandato electoral de aquellos que si votaron y cumplieron su derecho constitucional.
En mayo de 2022, los miembros del Congreso que patrocinan proyectos de ley en competencia sobre cómo resolver el estatus territorial de Puerto Rico y su relación con los EE. UU. se unieron para presentar una nueva legislación que combina ambos. La legislación propuesta combina elementos del proyecto de ley a favor de la estadidad presentado por el representante Darren Soto, D-Fla. y por la comisionada residente federal por Puerto Rico Jenniffer González - republicana - junto con la Ley de Autodeterminación de Puerto Rico de las representantes Alexandria Ocasio-Cortez y Nydia Velázquez, ambas demócratas de Nueva York. El proyecto de ley dice que el 5 de noviembre de 2023 se realizará un plebiscito para resolver el estatus político de Puerto Rico.
En abril de 2023, los demócratas reintrodujeron en la Cámara la Ley del Estatus de Puerto Rico, que busca resolver su estatus territorial y su relación con los Estados Unidos a través de un plebiscito vinculante a nivel federal.
En noviembre de 2023, dos senadores estadounidenses por el estado de Connecticut, Chris Murphy y Richard Blumenthal, ambos demócratas, contribuyeron al Senado con una legislación que allanaría el camino para que Puerto Rico determinara su propio estatus mediante un referéndum vinculante celebrado en noviembre de 2025. Los residentes puertorriqueños tendrían la opción de votar por la independencia del estado o por la soberanía de libre asociación con los Estados Unidos de América.

### Plebiscitos (1967, 1993, 1998 y 2012)
Los resultados electorales de los plebiscitos, reportados como miles de votos (% del total). .
|                                    | 1967           | 1993           | 1998           | 2012             |
| ---------------------------------- | -------------- | -------------- | -------------- | ---------------- |
| Independencia                      | 4.2 (0.6 %)    | 75.6 (4.5 %)   | 39.8 (2.5 %)   | 74.895 (5.5 %)   |
| Estado libre asociado              | 425.1 (60.4 %) | 826.3 (48.9 %) | 0.993 (0.1 %)  | NA               |
| Estadidad                          | 274.3 (39.0 %) | 788.3 (46.3 %) | 728.2 (46.5 %) | 834.191 (61.2 %) |
| Libre Asociación                   | NA             | NA             | 4.5 (0.3 %)    | NA               |
| Ninguna de las opciones anteriores | NA             | NA             | NA             | NA               |
| Estado libre asociado soberano     | NA             | NA             | NA             | 454.768 (33.3 %) |
| Participación                      | NA             | 74 %           | 71 %           | 72.6 %           |

#### Oposición independentista
El Partido Independentista Puertorriqueño y otras organizaciones promueven la independencia de la isla. En Panamá se reiteró la solidaridad con la causa de la independencia de Puerto Rico, se crearon comités de apoyo que en cada país que difundirán la lucha por la independencia, y se ofreció, a Puerto Rico y los Estados Unidos, los buenos oficios necesarios para conducir al diálogo que lleve a la solución del problema colonial. También la representante del partido socialista en Francia, Ségolène Royal, candidata a las elecciones presidenciales de su país en 2007, brindó su apoyo a favor de la independencia y soberanía del país caribeño, así como los partidos mayoritarios de España, como el Partido Popular y el Partido Socialista Obrero Español.[cita requerida]
También en la cumbre de Movimiento de Países No Alineados organizado en Teherán, Irán, en 2012 varios países miembros de dicha cumbre también brindaron su apoyo a la independencia de Puerto Rico y lo mismo dijo la Organización de Naciones Unidas.

#### Reunificación con España
Desde 2014, y debido a diversos factores como los intentos fallidos de unirse a los Estados Unidos de América como estado de pleno derecho tras varios referéndums (1998 y 2012) donde ganó la estadidad, los lazos históricos y culturales con España anteriores al Tratado de París de 1898, la defensa de la lengua e identidad española durante generaciones y la escasa respuesta de los EE. UU. a catástrofes naturales recientes en la isla, ha surgido un movimiento de reunificación en Puerto Rico con España como comunidad autónoma. El reunificacionismo pretende imitar el modelo autonómico de las Islas Canarias y recuperar el Estatuto de Autonomía o Carta de Autonomía concedido por España a Puerto Rico en 1897, modernizarlo y adaptarlo a la legislación actual española y europea. Dicho movimiento tenía en 2014 un apoyo minoritario, sin embargo aún no existen encuestas oficiales al respecto que determinen qué porcentaje de puertorriqueños apoya esta opción política. Asociaciones representativas del movimiento reunificacionista son el Movimiento Reunificación con España (MRE), el Movimiento puertorriqueño de Reunificación con España (MPRE), Adelante Reunificacionistas o la Asociación Reunificacionistas, entre otros.